# Akenomyces costatus
Akenomyces costatus är en svampart. Akenomyces costatus ingår i släktet Akenomyces, klassen Agaricomycetes, divisionen basidiesvampar och riket svampar.

## Underarter
Arten delas in i följande underarter:
- enigmaticus
- costatus